# 山下昌也
山下 昌也（やました まさや、生年不詳）は、日本の作家、歴史家。
高知県生まれ。中央大学商学部卒。歴史小説、歴史読み物などを書いている。

## 著書
- 『イラストを楽しむ 誰でも描ける初歩からのテクニック 図解ハンドブック』JTB日本交通公社出版事業局、1989.Do-life guide. 趣味創作シリーズ
- 『忠臣蔵ご案内 ストーリーでたどる義士たちの足跡』国書刊行会、1998
- 『天下は天下の天下なり 徳川五代と水戸黄門』展望社、2000
- 『徳川将軍家の真実』2007.学研M文庫
- 『ヒコの幕末 漂流民ジョセフ・ヒコの生涯』水曜社、2007
- 『日本一小さな大大名 たった五千石で、徳川将軍家と肩を並べた喜連川藩の江戸時代』グラフ社、2008
- 『北海道の商人大名 お殿さまは「経営者」 松前藩の江戸時代』グラフ社、2009
- 『実録江戸の悪党』2010.学研新書
- 『図解日本全国おもしろ妖怪列伝』講談社、2010
- 『家康の家臣団 天下を取った戦国最強軍団』2011.学研M文庫
- 『謎だらけ日本の神さま仏さま』2011.新人物文庫
- 『わずか五千石、小さな大大名の遣り繰り算段 "名門"喜連川家を中心に学ぶ「武士の生き残り術」』2012.主婦の友新書

## 参考
- http://bookweb.kinokuniya.co.jp/htm/4062153262.html